# Christopher Robin Miller
Christopher Robin Miller (* 29. Mai 1969 in Cambridge, Massachusetts) ist ein US-amerikanischer Schauspieler und Synchronsprecher.

## Leben
Miller wurde am 29. Mai 1969 in Cambridge im US-Bundesstaat Massachusetts geboren. Er interessiert sich seit seiner Jugend für darstellende Kunst. Von 1987 bis 1988 studierte er an der Brigham Young University. Seit dem 26. Januar 2008 ist er mit Wendy Mesquita verheiratet.
Er gab 1984 in Kids Incorporated: The Beginning sein Filmschauspieldebüt. Ab Mitte der 1990er Jahre bis zum Beginn des 21. Jahrhunderts wirkte er in verschiedenen Rollen in den Fernsehserien Ein Wink des Himmels und Ein Hauch von Himmel mit. Ab 2007 lieh er Professor Layton in den Computerspielen Professor Layton und das geheimnisvolle Dorf und Professor Layton und die Schatulle der Pandora seine Stimme. 2009 stellte er in vier Episoden der Fernsehserie Midnyte einen Arzt dar. Ab 2014 stellte er die Rolle des Zwerges Hammerhead in den ersten fünf Teilen der Mythica-Filmreihe, Mythica – Weg der Gefährten, Mythica – Die Ruinen von Mondiatha, Mythica – Der Totenbeschwörer, Mythica: The Iron Crown und Mythica: The Godslayer, dar.

## Filmografie (Auswahl)

### Schauspiel
- 1984: Kids Incorporated: The Beginning
- 1996: Ein Licht in meinem Herzen (Unhook the Stars)
- 1996; 1997: Ein Wink des Himmels (Promised Land, Fernsehserie, 2 Episoden, verschiedene Rollen)
- 1997–2001: Ein Hauch von Himmel (Touched by an Angel, Fernsehserie, 5 Episoden, verschiedene Rollen)
- 1999: Absturz – Leben nach der Katastrophe (A Secret Life, Fernsehfilm)
- 2000: A Dog’s Tale
- 2003: The R.M.
- 2003: The Work and the Story
- 2003: The Book of Mormon Movie, Vol. 1: The Journey
- 2003: The Princess and the Pea Chronicles (Fernsehfilm)
- 2003: Finding Faith in Christ (Kurzfilm)
- 2004: Der große Kampf (Going to the Mat, Fernsehfilm)
- 2004: The Avenues
- 2005: Wild-West-Biking (Buffalo Dreams, Fernsehfilm)
- 2006: Halloweentown 4 – Das Hexencollege (Return to Halloweentown)
- 2007: Moola
- 2007: Ice Spiders (Fernsehfilm)
- 2007: The Light Before Christmas (Fernsehfilm)
- 2008: TTN: Passport Redrock (Kurzfilm)
- 2008: Emma Smith: My Story
- 2008: High School Superhero
- 2009: Scout Camp
- 2009: KikeriPete (Hatching Pete, Fernsehfilm)
- 2009: Midnyte (Fernsehserie, 4 Episoden)
- 2009: Ego’s Epiphany or Monochrome Mind (Kurzfilm)
- 2010: Civil War 2 (Kurzfilm)
- 2011: Joseph Smith: Prophet of the Restoration
- 2011: Chagrin (Kurzfilm)
- 2013: Crash Pad (Fernsehserie, Episode 1x07)
- 2013: Bilet na Vegas
- 2013: Time Runners – Das Gesetz der Zukunft (95ers: Time Runners)
- 2013: Ephraim’s Rescue
- 2014: Mythica – Weg der Gefährten (Mythica: A Quest for Heroes)
- 2015: Be My Frankenstein (Kurzfilm)
- 2015: Mythica – Die Ruinen von Mondiatha (Mythica: The Darkspore)
- 2015: Being Charlie – Zurück ins Leben (Being Charlie)
- 2015: Mythica – Der Totenbeschwörer (Mythica: The Necromancer)
- 2016: Mythica: The Iron Crown
- 2016: Mythica: The Godslayer
- 2018: Mosaic (Fernsehserie, 3 Episoden)
- 2018: Youth & Consequences (Fernsehserie, 2 Episoden)
- 2018: Tongue Tied
- 2022: Amber Brown (Fernsehserie, 3 Episoden)
- 2022: Love in the Limelight (Fernsehfilm)
- 2024: Passport to Love

### Filmschaffender
- 2003: The Work and the Story (Drehbuch)
- 2006: Peter: Mormon Filmmaker (Kurzfilm; Drehbuch)
- 2007: The Light Before Christmas (Fernsehfilm; Regie)
- 2009: Spooky Bats and Scaredy Cats (Fernsehfilm; Regie)
- 2013: Crash Pad (Fernsehserie, Episode 1x11; Drehbuch)

## Synchronisationen (Auswahl)
- 1997: Bobo und die Hasenbande 2 – Abenteuer im Wald (Zeichentrickfilm)
- 2001: Twisted Metal: Small Brawl (Computerspiel)
- 2007: Professor Layton und das geheimnisvolle Dorf (Reiton kyôju to fushigi na machi/レイトン教授と不思議な町, Computerspiel)
- 2007: Andy’s Airplanes: Andy Meets the Blue Angels (Animationsfilm)
- 2007: Professor Layton und die Schatulle der Pandora (Reiton-kyōju to Akuma no Hako/レイトン教授と悪魔の箱, Computerspiel)
- 2008: Davie & Golimyr (Animationsfilm)
- 2008: Professor Layton und die verlorene Zukunft (Reiton-kyōju to Saigo no Jikan Ryokō/レイトン教授と最後の時間旅行, Computerspiel)
- 2009: Spooky Bats and Scaredy Cats (Animationsfernsehfilm)
- 2009: Professor Layton und der Ruf des Phantoms (Reiton-kyōju to Majin no Fue/レイトン教授と魔神の笛, Computerspiel)
- 2009: Professor Layton und die ewige Diva (Reiton-kyōju to Eien no Utahime/レイトン教授と永遠の歌姫, Computerspiel)
- 2011: Professor Layton und die Maske der Wunder (Reiton-kyōju to Kiseki no Kamen/レイトン教授と奇跡の仮面, Computerspiel)
- 2011: Lord Slug (Zeichentrickfilm)
- 2012: Professor Layton vs. Phoenix Wright: Ace Attorney (Reiton-kyōju VS Gyakuten Saiban/レイトン教授 VS 逆転裁判, Computerspiel)
- 2012–2015: Rachel & the TreeSchoolers (Zeichentrickserie, 9 Episoden, verschiedene Charaktere)
- 2013: Professor Layton and the Azran Legacy (Reiton-kyoju to Cho-Bunmei E no Isan/霊遁教樹と超文明絵の讃, Computerspiel)
- 2013: The Aquabats! Super Show! (Fernsehserie, Episode 2x02)
- 2014: Die Schwanenprinzessin und die fabelhafte Königsfamilie (The Swan Princess: A Royal Family Tale, Zeichentrickfilm)
- 2016: Return of the Guitar Lord (Computerspiel)
- 2016: Broly the Legendary Super Saiyan Abridged (Zeichentrickfilm)
- 2018: The Aquabats! Super Kickstarter! (Kurzfilm)
- 2019: The Aquabats! RadVentures! (Zeichentrickserie, Episode 1x04)
- 2021: 9 Years to Neptune (Zeichentrickserie, Episode 1x06)
- 2021; 2023: Tuttle Twins (Zeichentrickserie, 2 Episoden, verschiedene Charaktere)
- 2022–2024: The Wingfeather Saga (Zeichentrickserie, 8 Episoden, verschiedene Charaktere)
- 2024: Tuttle Twins: Minisodes (Zeichentrickserie, Episode 1x02)
- 2024: Yo Gabba GabbaLand! (Fernsehserie, 4 Episoden, verschiedene Charaktere)